# Vulpin des prés
Alopecurus pratensis
Espèce
Statut de conservation UICN

 LC  : Préoccupation mineure
Le Vulpin des prés (Alopecurus pratensis)  est une espèce de plantes monocotylédones vivaces de la famille des Poaceae, sous-famille des Pooideae, originaire d'Eurasie.
C'est une espèce très commune. En France, on la rencontre dans les prés humides, elle fleurit de mai à juillet.

## Nomenclature et étymologie
L’espèce a été décrite et nommée Alopecurus pratensis par Linné en 1735 dans Species Plantarum 1 :60.
Le nom générique Alopecurus est un mot latin  ălōpĕcūros, emprunté au grec ἀλωπέκουρος (alōpékouros) « queue de renard ». Le terme grec fut d’abord employé par Théophraste H.P. 7, 11 par allusion à la longue panicule soyeuse puis par Pline HN, XXI, 101 qui indique « l’alopécuros posède un épi mou, couvert d’un duvet dense, et ressemblant assez à une queue de renard, d’où son nom » ((Hist. Nat. XXI, 101).
L'épithète spécifique pratensis est un mot latin dérivant de pratum « pré » et qui signifie « des prés ».

## Synonymes
Selon POWO, il existe deux synonymes
- Tozzettia pratensis (L.) Savi
- Tozzettia vulgaris Bubani

## Liste des sous-espèces et variétés
Selon World Checklist of Selected Plant Families (WCSP) (2 juillet 2018) :
- Alopecurus pratensis subsp. alpestris (Wahlenb.) Selander (1950)
- Alopecurus pratensis subsp. laguriformis (Schur) Tzvelev (1971)
- Alopecurus pratensis subsp. pratensis

Selon The Plant List (2 juillet 2018) :
- Alopecurus pratensis var. aquaticus (Dumort.) Mathieu

## Description
Le vulpin des prés est une graminées vivace qui pousse en touffes lâches ou denses. C'est une herbe à tiges dressées, de 40 à 80 cm de haut et jusqu’à 110 cm, à souche épaisse, oblique, courtement stolonifère.
Les feuilles sont longues, larges de 3 à 7 mm et la gaine des feuilles supérieures est souvent un peu renflée.
Elle présente des inflorescences en panicules spiciformes, allongées, de 10 à 12 cm de long, de forme cylindrique obtuse épaisse. Les axes secondaires de l'inflorescence regroupent quatre à six épillets uniflores.
La semence est constituée d'un caryopse entouré de deux glumes fusionnées dans leur tiers inférieur et muni de carènes longuement ciliées. La lemme (glumelle inférieure) est munie d'une arête insérée sur le tiers inférieur de son dos et dépassant les glumes de 3 à 5 mm.
Il fleurit d’avril à juin.

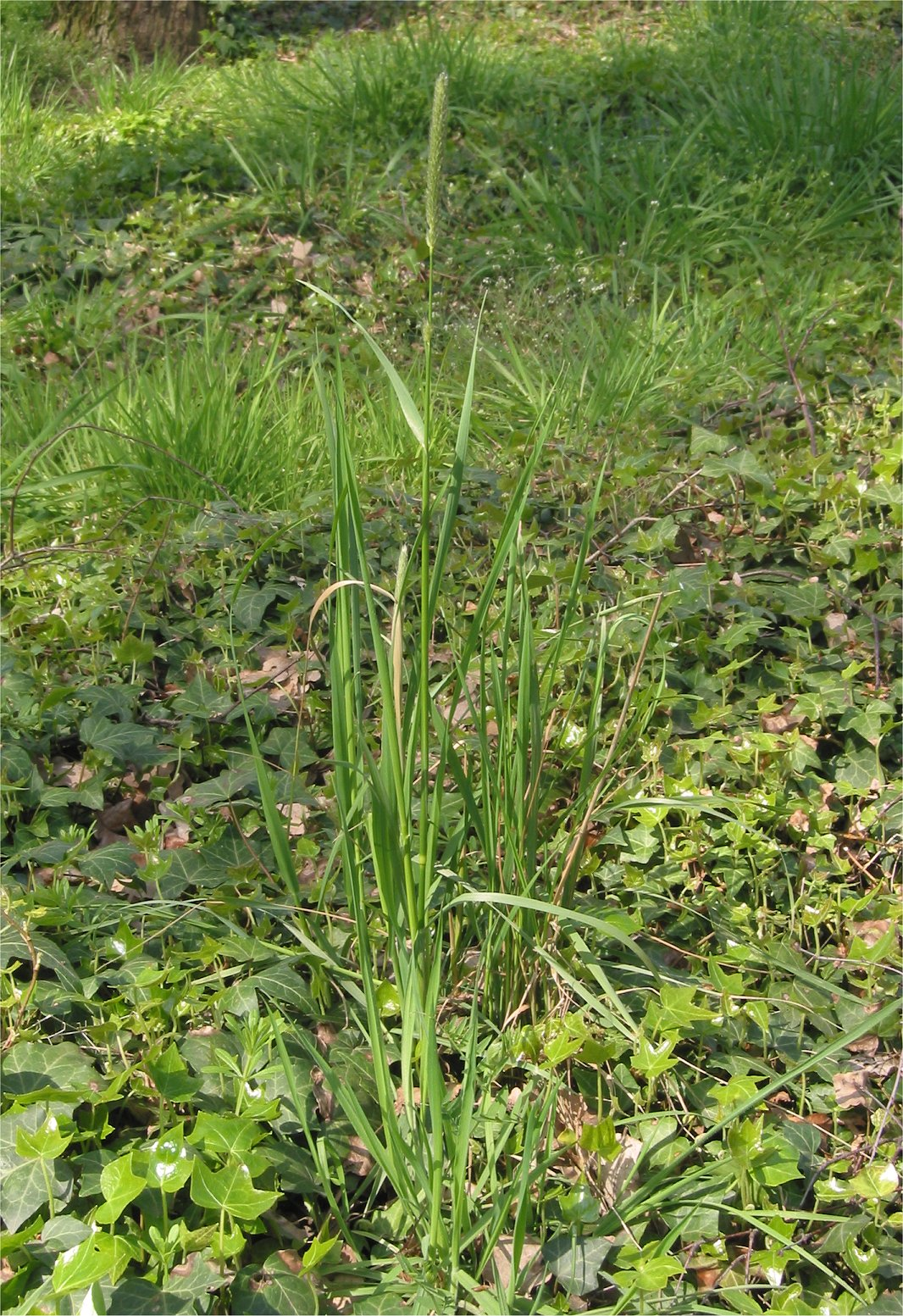
Port
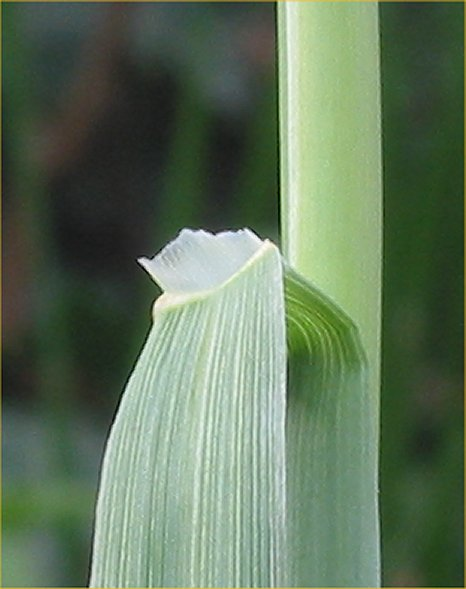
Ligule
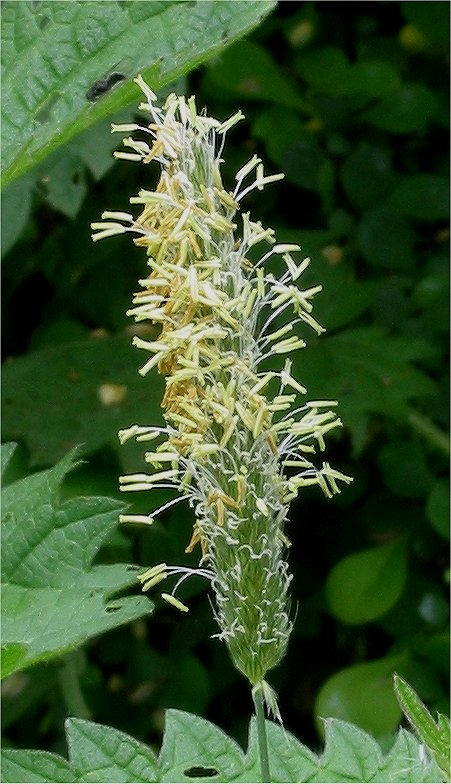
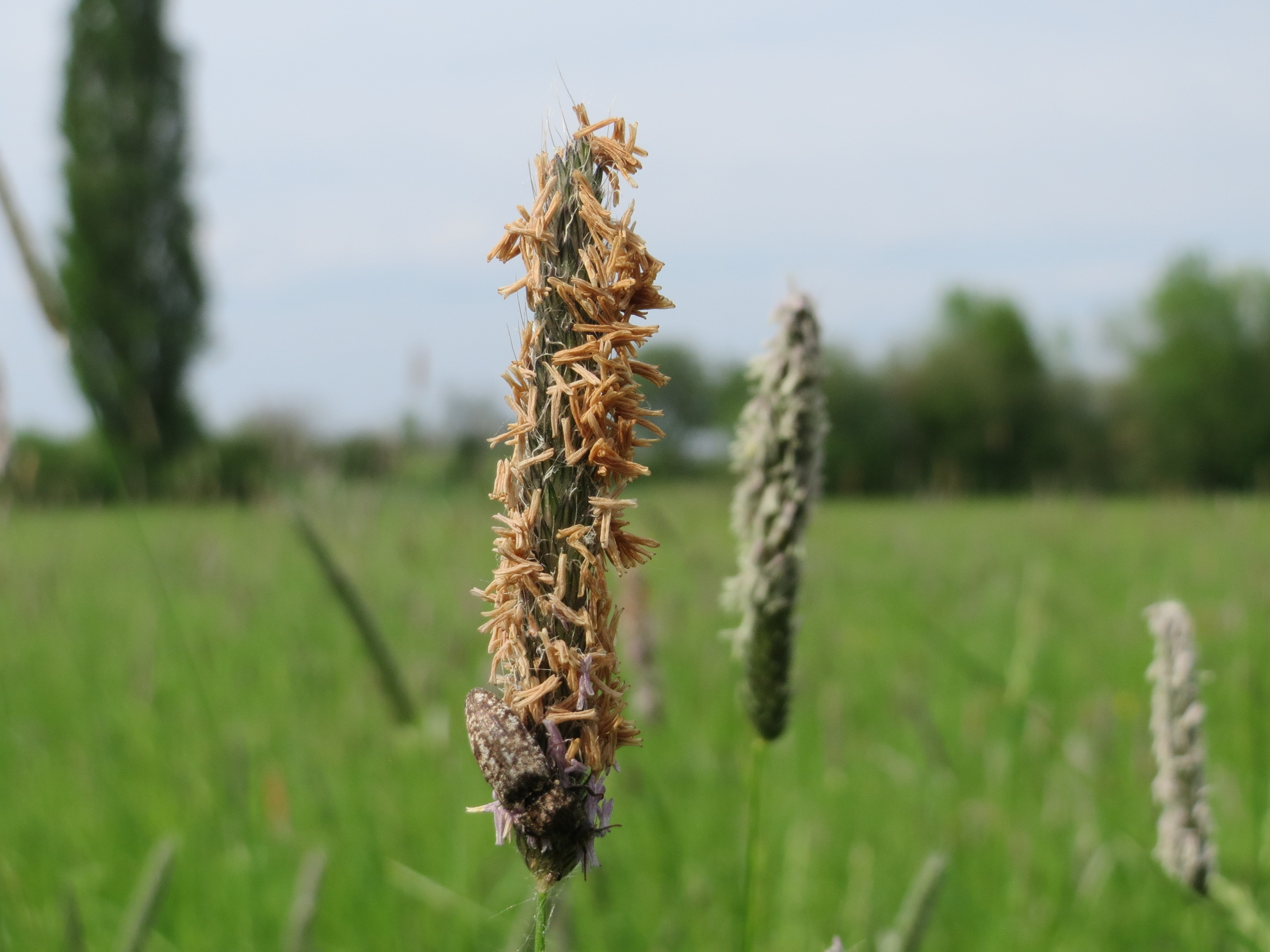
Panicule
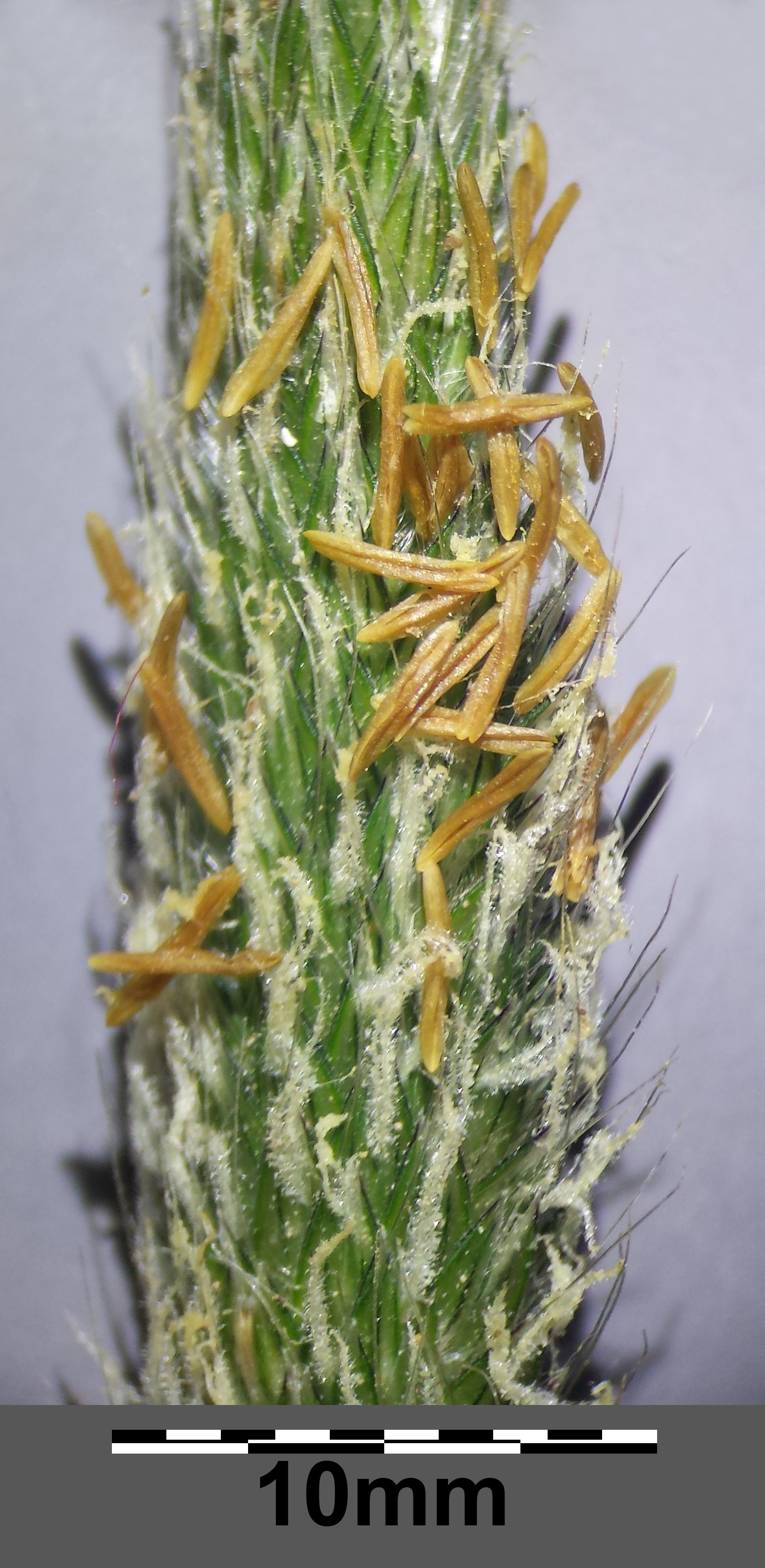
Panicule anthères jaunes
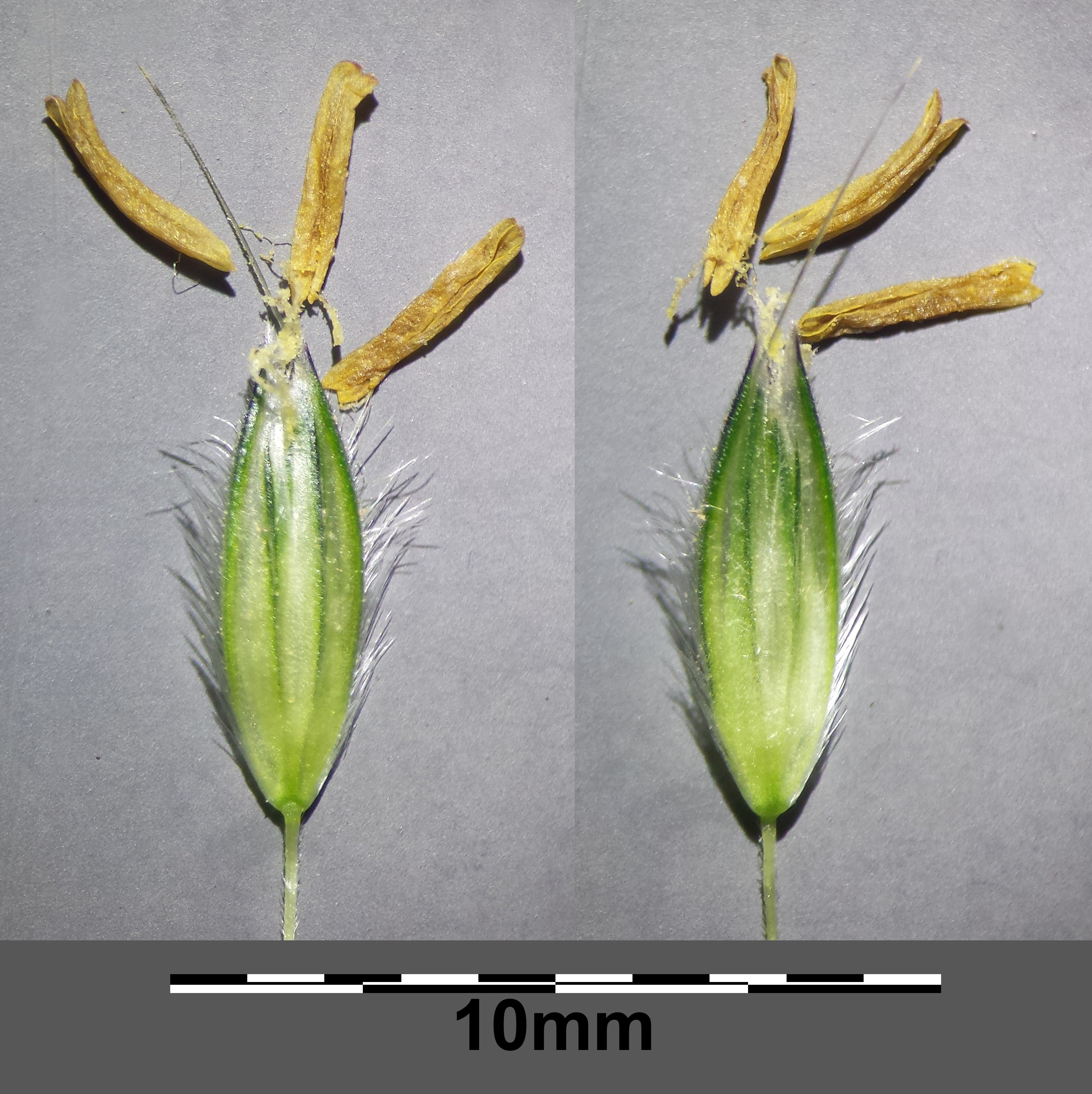
Épillet
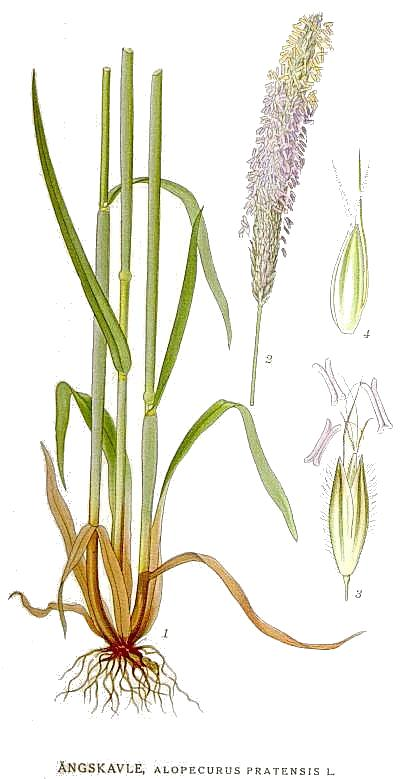
Planche botanique

## Habitats
Prairies humides atlantiques et subatlantiques.

## Écologie
Prairies méso-hygrophiles et bords de fossés.
En France elle est spontanée dans les prairies permanentes de fauche, humides et acides.

## Distribution
Le vulpin des prés est originaire d’une vaste région s’étendant de l’Europe à la Sibérie orientale (sauf la bande la plus orientale le long de la mer d’Okhotsk), Asie centrale, Mongolie, Caucase, Iran, Afghanistan.
Il a été introduit dans la majorité du territoire nord-américain, et quelques pays d’Amérique du Sud, la Sibérie la plus orientale, l’Australie.

## Utilisation fourragère
Le vulpin des prés est une plante fourragère des prairies permanentes, rarement cultivée mais spontanée.

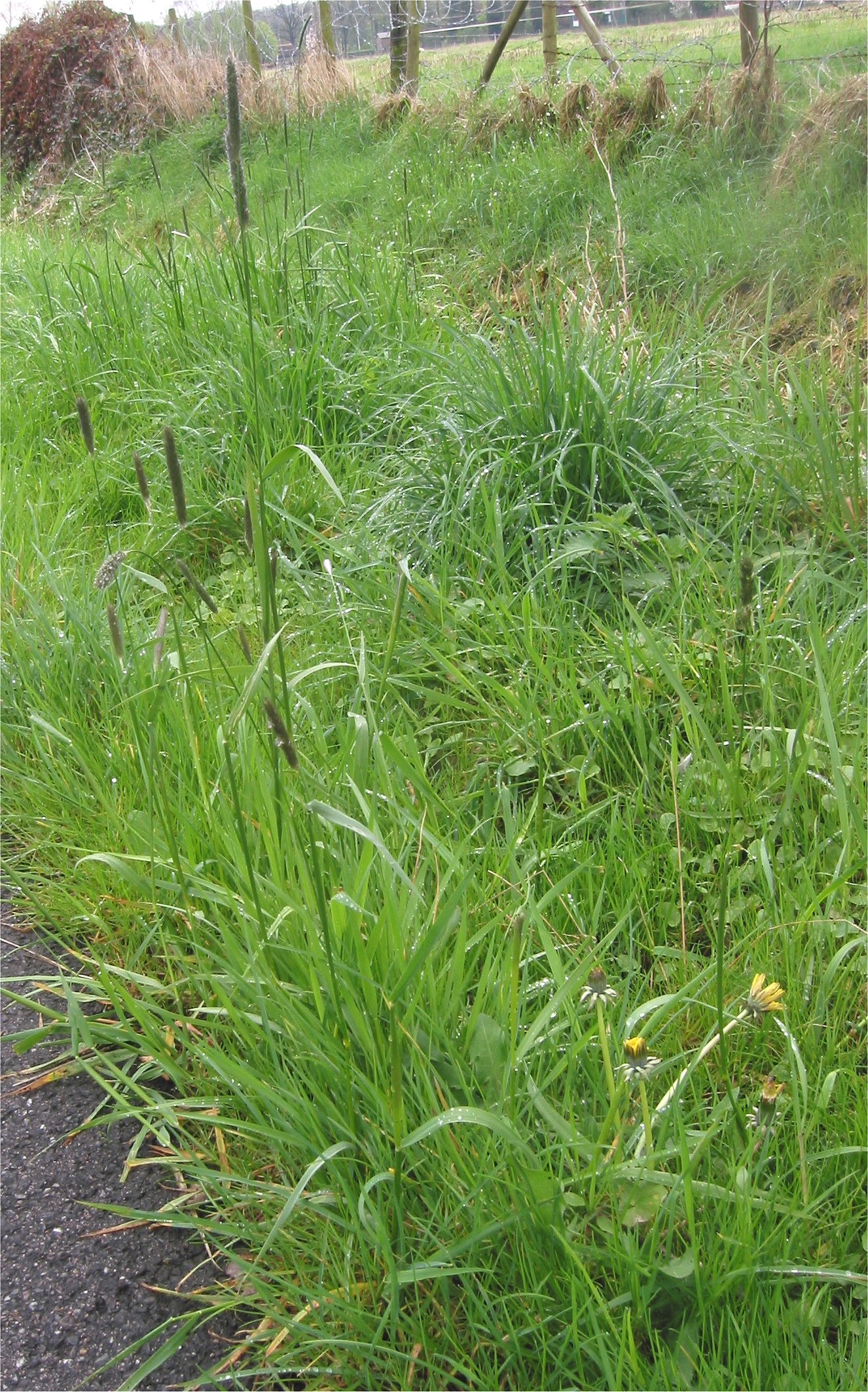
Touffes de vulpin des prés

Sa valeur fourragère est assez bonne, sa productivité est élevée par contre sa grande précocité de floraison entraîne des refus du bétail. De ce fait son exploitation est plus facile en foin (éventuellement en ensilage) et pâturage d'été qu'en pâturage permanent ; en effet le vulpin des prés réépie peu et réagit bien aux fumures ; il peut être semé comme composant d'un mélange pour améliorer une prairie en sol acide froid et humide et y remplir rapidement les espaces vides,.

## Allergies au pollen
Son pollen peut provoquer des allergies de type rhume des foins chez les personnes sensibles. Pour un risque allergique de 1 à 5, le Vulpin des prés est de niveau 5.